# Hugo Eteriano
Hugo Eteriano (Pisa, 1115 – Constantinopla, 1182) foi um teólogo e cardeal católico italiano.
Foi consultor em assuntos da igreja católica ocidental empregado na corte de Constantinopla no império bizantino de Manuel I Comneno. Eteriano foi um teólogo católico e polemista, que se tornou cardeal, no final de sua vida. Nada se sabe de sua família além de uma carta enviada após a sua morte pelo Papa a seu irmão Leo, apelidado Tuscus, que menciona um "sobrinho", possivelmente o filho de Hugo. Ele estudou com Alberico em Paris algum tempo antes de 1146, então foi em Constantinopla de cerca de 1165-1182. 
Ele é notável por seu trabalho Contra Patarenos ("Contra os Patarenes"). Patarenes era um nome alternativo para cátaros, e o texto lança luz sobre a relação entre o Catarismo da Europa Ocidental e os movimentos dualistas bizantinos mais antigos, como Bogomilismo.